# Samir Ben Amor
Pour les articles homonymes, voir Ben Amor.
Samir Ben Amor (arabe : سمير بن عمر), né le 18 mai 1968 à Tunis, est un homme politique et avocat tunisien, membre du Congrès pour la République (CPR) puis d'Al Joumhouri.

## Biographie
Il effectue ses études primaires à l'école de Bab Alioua et ses études secondaires au lycée de la rue du Maroc et d'El Ouardia. Il poursuit des études supérieures à la faculté des sciences juridiques et politiques de Tunis où il obtient une licence puis un DEA en sciences juridiques.
Durant ses années d'études à l'université, il est actif au sein de l'Union générale des étudiants de Tunisie ; il est alors arrêté en 1992 et emprisonné jusqu'en 1993. Il devient avocat lors de sa sortie de prison et occupe, dès 2002, la position de secrétaire général de l'Association internationale de soutien aux prisonniers politiques. Il fait partie des membres fondateurs du Centre tunisien pour l'indépendance de la justice et des avocats, dont il intègre le comité directeur en 2003.
Il est aussi considéré comme l'un des fondateurs du CPR en 2001. À la suite de la révolution de 2011, il est nommé par son parti pour le représenter au sein de la Haute instance pour la réalisation des objectifs de la révolution, de la réforme politique et de la transition démocratique. Il est aussi trésorier et un membre fondateur du CPR le 24 juillet 2001.
Lors des élections du 23 octobre 2011, il est élu à l'assemblée constituante comme représentant de la première circonscription de Tunis. Il est nommé le 1er janvier 2012 comme conseiller principal du président de la République Moncef Marzouki. Le 1er février, il assume également la présidence du groupe CPR à l'assemblée constituante et ce jusqu'à sa démission le 6 mars. À la suite du deuxième congrès national du CPR, il est évincé du bureau politique. Il rejoint ensuite Al Joumhouri.